# Veleň
Veleň (deutsch Welen, auch Wellen) ist eine Gemeinde in Tschechien. Sie liegt 14 Kilometer nordöstlich des Stadtzentrums von Prag an dessen Stadtgrenze und gehört zum Okres Praha-východ.

## Geographie
Veleň befindet sich auf der Böhmischen Tafel am linken Ufer des Mratínský potok. Östlich erhebt sich der Zlatý kopec (250 m) und im Süden der Zabitý kopec (264 m).
Nachbarorte sind Sluhy im Norden, Brázdim im Nordosten, Popovice und Dřevčice im Osten, Cvrčovice, Kostomlátky, Podolanka und Přezletice im Südosten, Ctěnice und Miškovice im Süden, Mírovice im Südwesten, Hovorčovice im Westen sowie Měšice im Nordwesten.

## Geschichte
Die erste urkundliche Erwähnung des Dorfes erfolgte 1371, als Jan von Zvířetice seine Zinseinnahmen aus Veleň dem Johanniterorden auf der Prager Kleinseite überließ. Ab 1382 war das Vladikengeschlecht von Veleň Besitzer des Dorfes. In Veleň bestanden zwei Lehnhöfe; der Untere Freihof gehörte ab 1398 dem Kloster Karlov. Im 15. Jahrhundert wurde er an weltliche Besitzer verkauft und ab 1460 als Bernartovský dvorec bezeichnet. Besitzer des Oberen Freihof mit der Feste war um 1400 Václav von Veleň, ab 1437 folgten die Herren von Přezletice. Nördlich befand sich das Dorf Velenec, das zu Beginn des 17. Jahrhunderts erlosch.

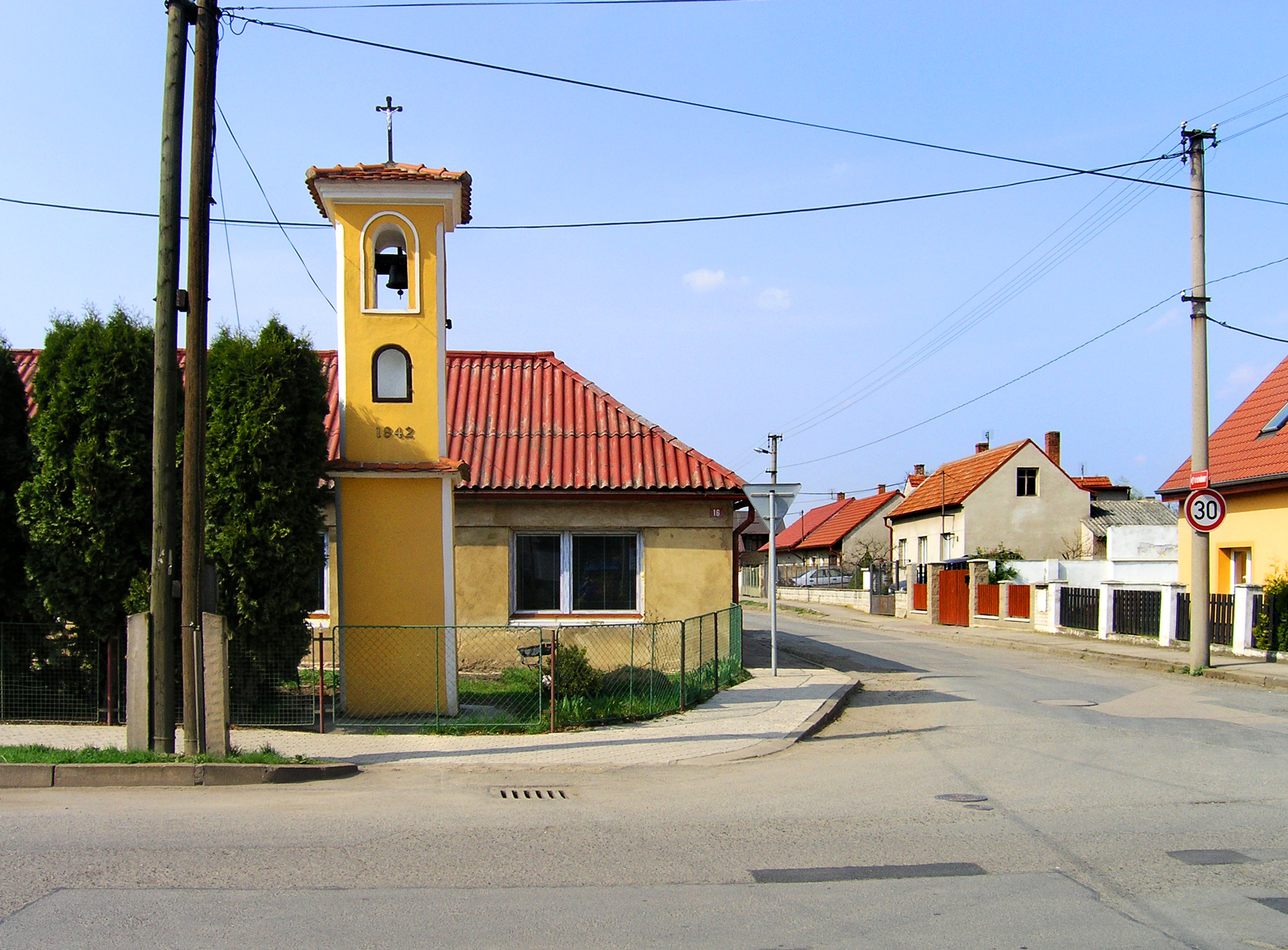
Glockenturm auf dem Dorfplatz

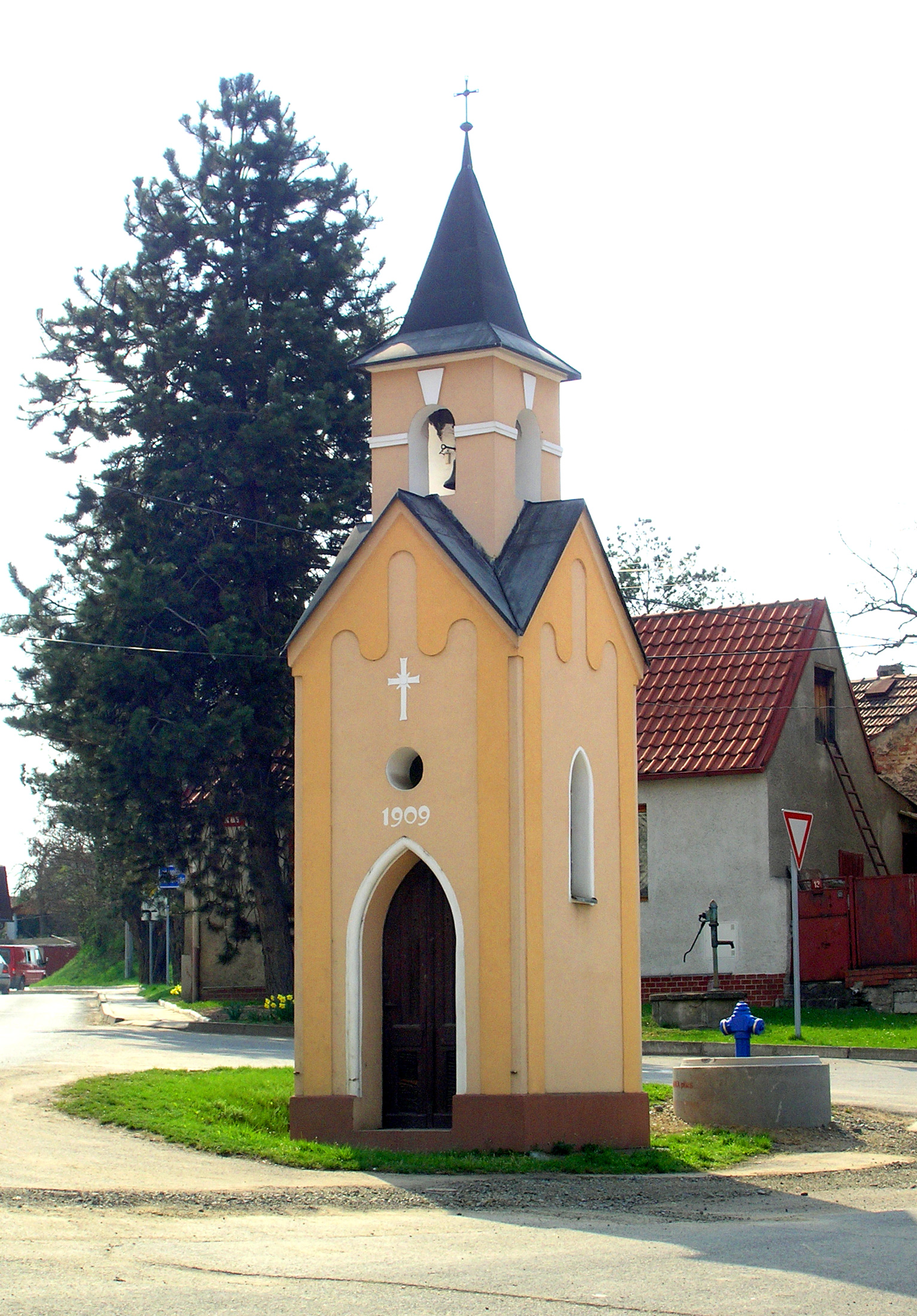
Der Glockenturm in Mírovice

1560 war Adam von Roupov Besitzer von Veleň. Er verkaufte die Feste mit dem Vorwerkshof 1567 an Katharina Bezdružická von Kolowrat. Von ihr erwarb die Familie Ostrovec von Královice auf Vlašim den Hof. Zwischen 1585 und 1587 kaufte Vilém Ostrovec von Královice auch den anderen Freihof. 1593 besaßen die Herren von Ostrovec die Dörfer Veleň, Velenec und Mírovice. Jan Ostrovec von Královice, der die Güter 1613 erbte, beteiligte sich aktiv am Ständeaufstand von 1618 und wurde einer der 30 gewählten Vertreter im Ständedirektorium. Der Winterkönig ernannte ihn 1619 zum Böhmischen Kammermeister. Nach der Schlacht am Weißen Berg wurde er verhaftet, am 10. Juni 1621 zum Tode verurteilt und schließlich zu lebenslanger Haft begnadigt. Seine Güter wurden konfisziert, schließlich erhielt seine Frau Anna, geborene Brückner von Bruckstein, einen Teil davon zurück. 1627 verstarb ihre Tochter Martha Magdalena. Nach dem Tode ihres Mannes verkaufte sie Veleň und Mírovice 1628 an Katharina Kolartová. Ihr Schwiegersohn Albrecht Eusebius Beřkovský von Šebířov war aus Böhmen geflohen und trat in schwedische Dienste, wobei er 1636 in der Schlacht bei Wittstock fiel.
1636 erwarb der Prager Bürger Bartolomäus de Paula Vlach beide Dörfer. Er vermachte Veleň und Mírovice testamentarisch der Kirche und dem Waisenhaus St. Bartholomäus unterm Laurenziberg. 1678 verkaufte Johann Hertwig von Nostitz Libeň an Prag und erwarb die Dörfer Veleň und Mírovice einschließlich der Podháj-Mühle, die er an die Herrschaft Pakoměřice anschloss. Bis 1848 blieben beide Dörfer den Grafen Nostitz-Rieneck, deren Sitz ab 1775 das Schloss Měšice wurde, untertänig.
Nach der Aufhebung der Patrimonialherrschaften bildete Veleň ab 1850 einen Ortsteil der Gemeinde Hovorčovice. 1878 entstand die Gemeinde Veleň mit dem Ortsteil Mírovice. Ab 1906 gehörte Veleň zum Bezirk Brandýs nad Labem. Bis zur Bodenreform von 1925 befanden sich die Ländereien in Veleň im Besitz der Grafen Nostitz-Rieneck. Im Jahre 1946 wurde Veleň in den Okres Praha-sever eingegliedert. Seit 1961 gehört Veleň zum Okres Praha-východ. Die Gemeinde besteht aus 275 Wohnhäusern.

## Gemeindegliederung
Die Gemeinde Veleň besteht aus den Ortsteilen Mírovice (Mirowitz) und Veleň (Welen).

## Sehenswürdigkeiten
- Kapelle am Dorfplatz von Mírovice
- Glockenturm auf dem Dorfplatz von Veleň
- Zlatý vrch (Goldberg), archäologische Fundstätte einer Siedlung des Homo erectus aus der Altsteinzeit. Erste Gebeinfunde wurden durch Antonín Nedorost im 19. Jahrhundert dem Nationalmuseum in Prag übergeben. 1975 begannen intensive Grabungen.

## Söhne und Töchter der Gemeinde
- František Pokorný (1833–1893), tschechischer Schauspieler, geboren in Mírovice